# Antoine Berman
Antoine Berman (Argenton-sur-Creuse, 24 giugno 1942 – Parigi, 22 novembre 1991) è stato un filosofo, traduttore e critico della traduzione francese.
È considerato uno studioso molto importante della traduzione moderna, noto in particolare come uno dei fondatori della concezione etica della traduzione.

## Pensiero
Nella sua prima opera importante, La prova dell'estraneo. Cultura e traduzione nella Germania romantica (1984), Berman analizza il pensiero del romanticismo tedesco dall'originale punto di vista della concezione della traduzione, tema che costituirà il focus fondamentale di tutte le sue opere.
Gli autori del romanticismo costituiscono per Berman il modello della possibilità di una traduzione che si ponga come obiettivo quello di accogliere l'alterità che l'estraneo rappresenta, invece di adattare il contenuto e la forma del testo da tradurre alla mentalità e alle abitudini del contesto linguistico di destinazione. Questo permette un vero e proprio arricchimento della lingua e della cultura di destinazione, in quanto l'apertura in questione permette a punti di vista altri, idee nuove, di entrare in tale contesto culturale.
L'analisi storica svolta da Berman in questa prima opera si mostra quindi già nella direzione di una teorizzazione propria, aspetto già evidente nell'introduzione di questo testo e poi ancor di più in testi successivi, come la raccolta di conferenze intitolata La traduzione e la lettera o l'albergo della lontananza (1991).
I romantici costituivano infatti un esempio concreto del tipo di traduzione che Berman vuole promuovere, la traduzione che preferisce mutare la lingua d'arrivo per mettere in evidenza le peculiarità del testo d'origine (per preservare la lettera del testo), piuttosto che deformare il testo di partenza per adattarlo al contesto di arrivo. All'estremo opposto si trova invece quella che, nella raccolta di conferenze citata, Berman chiama "traduzione etnocentrica", di cui l'autore discute tutta una serie di strategie deformanti. La dimensione normativa di questa analisi, evidente ad esempio nel termine "deformazione", di chiara connotazione negativa, è esplicita nella proposta, da parte di Berman, di un'etica della traduzione, che lega quindi determinate strategie traduttive a motivazioni etiche (l'accogliere l'altro ha una chiara valenza etica).

## Influenza
L'opera di Berman ha avuto un'importante influenza in particolare su vari autori che si sono confrontati, favorevolmente o criticamente, con l'idea di un'etica della traduzione. Lawrence Venuti e Anthony Pym sono alcuni degli autori che più ne sono stati influenzati.

## Opere principali
- L'Épreuve de l'étranger. Culture et traduction dans l'Allemagne romantique: Herder, Goethe, Schlegel, Novalis, Humboldt, Schleiermacher, Hölderlin. Gallimard, Essais, 1984 (rééd. coll. Tel)[1]
- La traduction et la lettre ou l'auberge du lointain, Seuil, 1991
- Pour une critique des traductions : John Donne (postumo), Gallimard, Bibliothèque des idées, 1995
- L'âge de la traduction. « La tâche du traducteur » de Walter Benjamin, un commentaire (postumo), Presses universitaires de Vincennes, 2008
- Jacques Amyot, traducteur français (postumo), Belin, 2012